# Conde de París
Conde de París es un título nobiliario francés, que proviene de la época merovingia, continúa en la carolingia y se interrumpe en el siglo XI al convertirse París en ciudad real (previamente, los condes de París, que convierten el título en hereditario a partir de Roberto el Fuerte, eran sucesivamente elegidos como reyes de Francia hasta Hugo Capeto); siendo recuperado su uso por los pretendientes de la rama de Orleans en el siglo XIX.
El territorio del condado de París era de unos 2.500 km ² alrededor de la antigua ciudad romana de Lutetia (la actual París, en la región denominada Île de France). Hasta el final del Antiguo Régimen en Francia se mantuvo el vizcondado de París, que fue el señorío de la región de París, con circunscripción judicial y ban, con sede en el palacio del Louvre y con apelaciones reservadas al Châtelet.

## Condes merovingios (siglos VII-VIII)
- Erchenbald o Erchambald, previamente prefecto de París, adquirió el título de conde en 665, siendo el primero en ostentarlo.

...
- Warinus, Warin, Gerinus, Varinus, Gairin, Garin o Guérin, ejerciente en 679. Fue conde de París y de Poitiers, y se le conoce como San Warinus de Poitiers, mártir de los francos. Fue hijo de Santa Sigrada de Sainte-Marie de Soissons, hermano de San Leodegario de Autun y padre de San Leudvino de Tréveris. Enemistados con Ebroino, mayordomo de palacio.[2]

...
- Grifón, ejerció hasta su muerte en 753

## Condes carolingios (siglos VIII-XI)
- Gerardo I de París ejerció entre 759 o 760 y 779. Cinco girárdidas[3] le sucedieron como condes de París hasta mediados del siglo IX.

...
- Conrado I de Borgoña, llamado "el Viejo", de la Casa de Welf, fue conde de París hacia 850.

...
- Odón, Odo o Eudes de Francia, 883. Hijo de Roberto el Fuerte, es conde de París en 882-883 y consagrado rey de Francia Occidentalis en 888; año en el que nombra vizconde de París a Grimoaldo.
- Roberto I de Francia, hermano de Eudes, le sucede como conde en 888; es elegido rey de Francia Occidentalis en 922.
- Hugo el Grande (muerto en 956), hijo de Roberto I. Además de conde de París fue también marqués de Neustria, duque de Francia y conde de Auxerre. Tuvo como vizconde a Theudon Thion Le Riche, de la familia Le Riche.
- Hugo Capeto, hijo de Hugo el Grande, fue conde de París entre 956 y 987.
- Bouchard I de Vendôme,[4] llamado "el Viejo" o "el Venerable", vizconde desde 981 y nombrado "conde real" en 987, cuando Hugo Capeto ascendió al trono de Francia, ocupando el cargo hasta su muerte en 1007. Pertenecía a la familia de los bucárdidas. Era también conde de Vendôme, de Corbeil y de Melun. El vizconde de Bouchard fue Adalesmo.
- Otón (1032) fue el último conde. Tuvo como vizconde a Faucón (1027). Tras ellos, el poder condal fue ejercido por los prebostes de París.

## Casa de Orleans (sigloXIX-XX)
- Felipe de Orleans (1838-1894).
- Enrique de Orleans (1908-1999).
- Enrique de Orleans (1933-2019).
- Juan de Orleans (1965).